# Szaraki

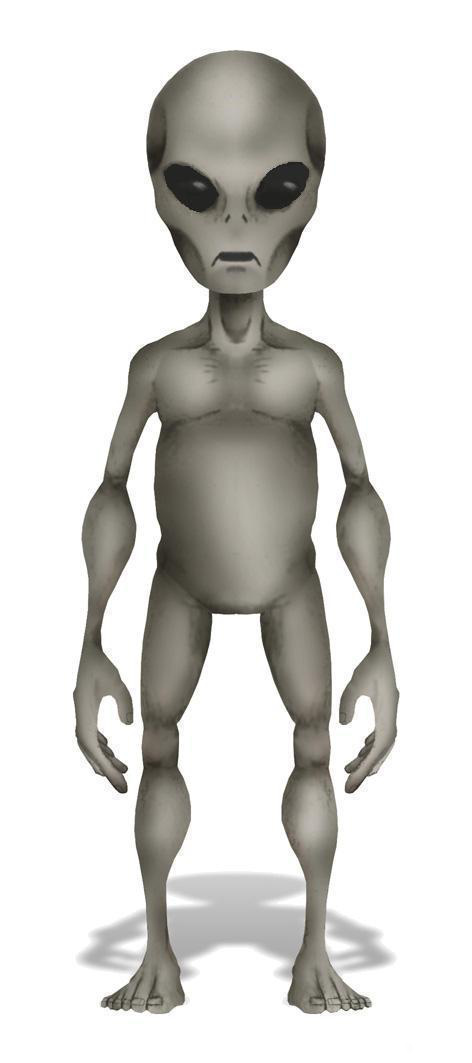
Popularne wyobrażenie Szaraka

Szaraki, Szarzy (ang. Greys, Grey alien) – rasa rzekomych istot pozaziemskich. Szary kosmita stał się archetypem inteligentnego stworzenia niebędącego człowiekiem i ogólnie życia pozaziemskiego w kulturze popularnej doby eksploracji kosmosu. W Stanach Zjednoczonych aż 73% relacji dotyczących rzekomych spotkań z obcymi opisuje Szaraki. Istnieje wiele teorii mających wyjaśniać pochodzenie tych istot.

## Wygląd

Porównanie hipotetycznej wielkości Szaraka i mężczyzny

Wygląd Szaraków został określony na podstawie relacji ludzi rzekomo uprowadzonych przez kosmitów – co istotne rzekomo uprowadzeni najczęściej przypisują swoje uprowadzenia właśnie im. Jednymi z pierwszych osób rzekomo porwanych przez Szaraki byli amerykańscy małżonkowie Betty i Barney Hillowie. Według teorii spiskowej Szaraki wspólnie z Reptilianami uprowadzają ludzi.
Szaraki najczęściej opisywane są jako szare istoty niskiego wzrostu (120–150 cm) z wielkimi czarnymi oczami pozbawionymi źrenic i powiek. Posiadają zazwyczaj cztery palce bez kciuka. Mają nieproporcjonalnie duże głowy w stosunku do reszty ciała. Ich skóra nie posiada owłosienia. Często pojawiają się również opisy ich twarzy informujące, że w miejscu uszu i nosa znajdują się u nich tylko otwory.

## Szaraki w kulturze popularnej

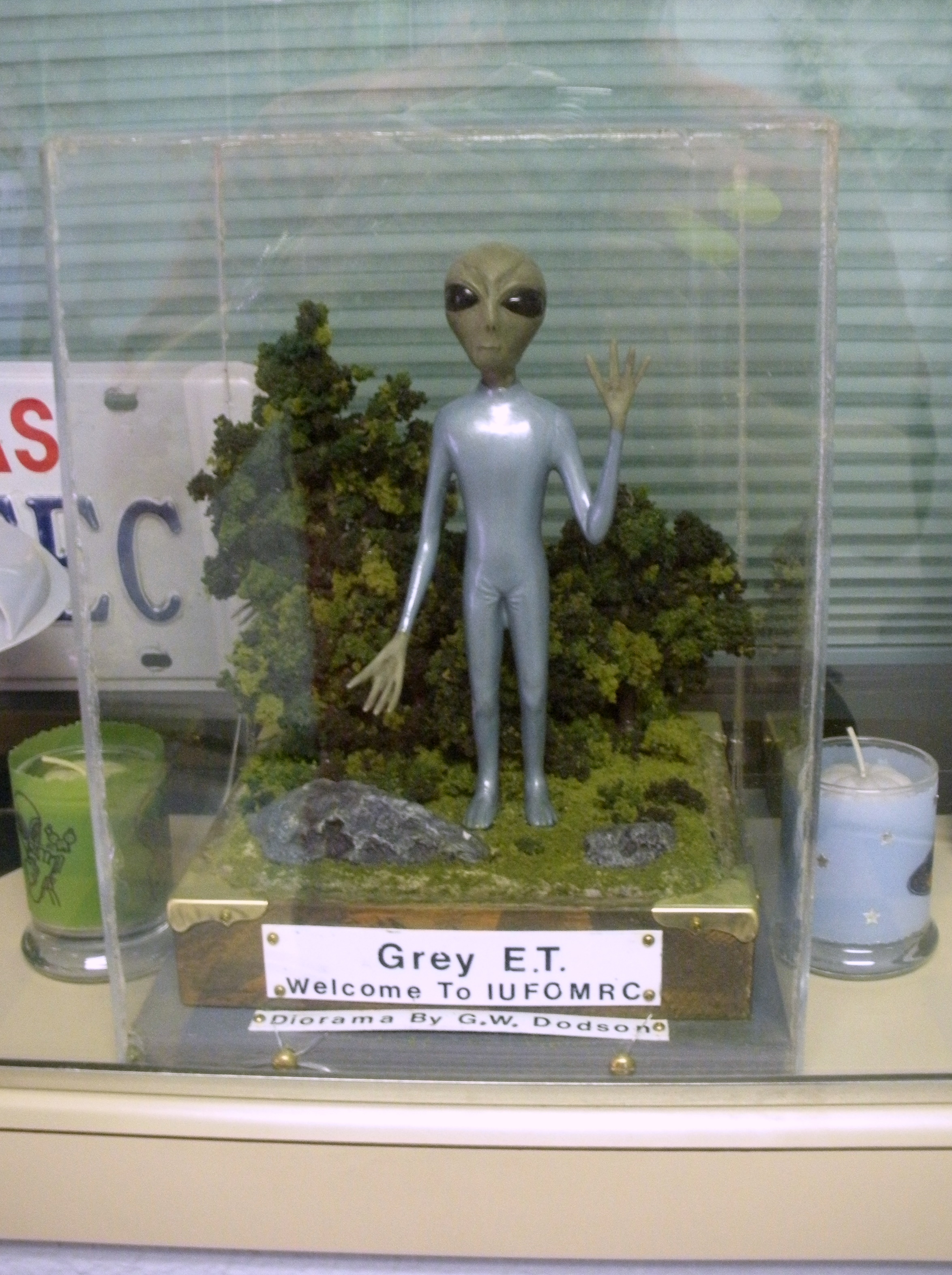
Diorama przedstawiająca Szaraka w International UFO Museum and Research Center w Roswell

Dokładne pochodzenie Szaraków jako stereotypowych istot pozaziemskich jest trudne do ustalenia.
W artykule z 1893 pt. „Man of the Year Million” pisarz science fiction Herbert George Wells przewidział możliwość przyszłego przekształcenia ludzkości w rasę istot o szarej skórze i mierzącej około jednego metra. W swojej książce pt. „Pierwsi ludzie na księżycu” z 1901 opisał zamieszkujących Księżyc Selenitów jako mających szarą skórę, duże głowy i duże czarne oczy.
W 1933 szwedzki pisarz Gustav Sandgren, pod pseudonimem Gabriel Linde, opublikował powieść science fiction pt. „Den okända faran” (Nieznane niebezpieczeństwo), w której następująco opisuje rasę istot pozaziemskich: „... stworzenia nie przypominały żadnej rasy ludzkiej. Byli niscy, krótsi niż przeciętny Japończyk, a ich głowy były duże i łyse, z silnymi, kwadratowymi czołami, bardzo małymi nosami i ustami oraz słabymi podbródkami. Najbardziej niezwykłe były u nich oczy —Duże, ciemne, lśniące, o ostrym spojrzeniu. Nosili ubrania wykonane z miękkiej szarej tkaniny, a ich kończyny wydawały się podobne do ludzkich.”
Podobne do Szaraków istoty pozaziemskie (choć o żółtym kolorze skóry) opisał radziecki pisarz fantastycznonaukowy Borys Anibal w swoim opowiadaniu pt. „Marynarze wszechświata” opublikowanym w 1940.
Klasyczny wizerunek Szaraków szerzej rozsławiły dopiero doniesienia prasowe, dotyczące rzekomego porwania małżeństwa Betty i Barneya Hillów. Domniemani uprowadzeni, twierdzili, że w 1961 obce istoty uprowadziły ich i zabrały do latającego talerza. Pod hipnozą Betty Hill odtworzyła „mapę gwiazd”, która – jak twierdziła – umiejscowiła macierzystą planetę kosmitów w systemie gwiezdnym Zeta Reticuli.
Na przełomie lat 70. i 80. ufolodzy powiązali Szaraków ze sprawą domniemanej katastrofy statku kosmicznego w Roswell. W 1987 powieściopisarz Whitley Strieber opublikował książkę pt. „Communion”. Została ona sklasyfikowana jako literatura faktu, w której autor opisuje szereg bliskich spotkań, które miały mieć miejsce z Szarymi i innymi istotami pozaziemskimi. Książka stała się bestsellerem „The New York Timesa”. New Line Cinema w 1989 wyprodukowała filmową adaptację publikacji z aktorem Christopherem Walkenem w roli głównej.
W latach 90. XX wieku kultura popularna zaczęła w coraz większym stopniu łączyć Szarych z wieloma teoriami spiskowymi dotyczącymi Nowego Porządku Świata.
W 1995 brytyjski reżyser Ray Santilli twierdził, że uzyskał film, który przedstawiać miał autopsję prawdziwego Szaraka, rzekomo odzyskanego z miejsca incydentu w Roswell. Jednak w 2006 Santilli przyznał, że film nie był autentyczny, ale stanowił swego rodzaju rekonstrukcję autentycznego filmu, który on sam widział w 1992. Mężczyzna przyznał jednak, że kilka klatek z oryginalnej taśmy wmontował do własnego filmu, ale nigdy nie określił, które z nich konkretnie miały być prawdziwe.

## Hipotezy związane z Szarakami
- Twierdzenia ufologów i świadków bliskich spotkań

Szaraki są często powiązani z relacjami o uprowadzeniach ludzi przez kosmitów. Historie dotyczące uprowadzeń są często opisywane jako wyjątkowo traumatyczne, podobne do uprowadzeń przez ludzi lub nawet napaści seksualnej.
- Psychokulturowa ekspresja inteligencji

Neurolog Steven Novella sugeruje, że szarzy kosmici są produktem ubocznym ludzkiej wyobraźni, a najbardziej charakterystyczne cechy Szarych reprezentują wszystko, co współcześni ludzie tradycyjnie łączą z inteligencją.
- Hipoteza matki

Frederick V. Malmstrom przedstawił pomysł, że Szaraki są w rzeczywistości szczątkowymi wspomnieniami wczesnego rozwoju dzieciństwa. Malmstrom zrekonstruował twarz Szaraka poprzez transformację twarzy matki w oparciu o najlepsze współczesne zrozumienie wczesnych wrażeń i percepcji z dzieciństwa. Zaproponowano również, aby Szaraki były w rzeczywistości zniekształconymi wspomnieniami traumatycznych doświadczeń, wyblakłych z czasem.
- Szaraki to ludzie z przyszłości

Michael Masters, profesor antropologii z Montana Technological University, uważa, że w UFO znajdują się ludzie przybyli z przyszłości (którzy przeszli duże zmiany ewolucyjne i posiadają trudną do wyobrażenia dla nas technologię).
- Biologiczne narzędzia lub bioroboty

Inna teoria twierdzi z kolei, że Szaraki to tylko narzędzia w rękach innych istot. Szaraki według badacza Davida Icke'a to pachołki Reptilian i rasy owadziej (Insektoidów). Stworzenia mają być eksperymentem genetycznym, pozbawionymi uczuć istotami, których jedynym celem jest wykonywanie zadań. Tezę o tym, że Szaraki są biorobotami lansował podpułkownik United States Army i pracownik Pentagonu Phillip J. Corso, który zajmował się tematyką incydentu w Roswell.
- Ewolucyjna niewiarygodność

Według biologa Jacka Cohena, typowy wizerunek Szaraka jest zbyt fizjologicznie podobny do człowieka, aby był wiarygodny jako reprezentacja rzeczywistej istoty pozaziemskiej, zakładając, że ewoluowałby on ze świata o innych warunkach środowiskowych i ekologicznych niż Ziemia.